# Arashni
Arashni fou una ciutat de Fenícia de localització desconeguda esmentada a les cartes d'Amarna com a enemiga de Biblos. A la meitat del segle xiv aC era governada per Miya.